# Mônica (nome próprio)
Mônica é um nome feminino com muitas variantes, incluindo Mónica (italiano, espanhol e português), Monique (francês), Monika (alemão, indiano, lituano), Moonika (estoniano) e Mónika (húngaro), Monica (inglês).

## História
A etimologia de Mônica é desconhecida. Seu primeiro registro conhecido hoje é o nome de Mônica de Hispona, mãe de Agostinho. Mônica nasceu na Numídia, no norte da África, mas também era cidadã de Cartago, portanto o nome pode ser de origem púnica ou berbere. Também foi associado à palavra grega monos, que significa "sozinho".
Embora etimologicamente não relacionado, "Mônica" também era um nome em latim, derivado do verbo monere, que significa "aconselhar". [carece de fontes?]
Uma das primeiras ocorrências do nome na literatura moderna é a personagem Monica Thorne no romance de 1858, Doutor Thorne, de Anthony Trollope.

## Dia do nome
Na tradição europeia de comemoração do dia do nome, a data do nome Monica ou Monika varia de país para país:
- 4 de maio: Hungria, Suécia
- 7 de maio: Eslováquia
- 21 de maio: Chéquia
- 15 de junho: Finlândia, Grécia
- 27 de agosto: Itália, Polónia, Portugal, Espanha
- 6 de outubro: Letónia